# لجنة أمريكا أولا
كانت لجنة أمريكا أولا، أول مجموعة ضغط أمريكية تتبع سياسة «عدم التدخل» لدخول الولايات المتحدة الحرب العالمية الثانية. أُسست في 4 سبتمبر 1940، وكان مضمون رسائلها مُختلطًا، إذ كانت خطابات أعضائها البارزين، خطابات معادية للسامية ومؤيدة للفاشية، ثم حُلت في 10 ديسمبر 1941، بعد ثلاثة أيام من هجوم البحرية الإمبراطورية اليابانية على بيرل هاربور، ما تسبب في دخول الولايات المتحدة الحرب. وصل عدد الأعضاء المُنظمين إلى هذه المجموعة عن طريق دفع اشتراك مالي، 800,000 عضوًا في 450 فصلًا. كانت واحدة من أكبر المنظمات المناهضة للحرب في تاريخ الولايات المتحدة.

## التمتع بحقوق العضوية
تأسست لجنة أمريكا أولا في 4 سبتمبر 1940 من قبل روبرت دوجلاس ستيوارت الابن (ابن روبرت دوغلاس ستيوارت، المؤسس المشارك لشركة كويكر الشوفان)، وهو طالب في كلية الحقوق بجامعة ييل، إلى جانب طلاب آخرين، بمن فيهم الرئيس «المستقبلي» جيرالد فورد، ومدير فيلق السلام «المستقبلي» سارجنت شرايفر، والقاضي «المستقبلي» لمحكمة الولايات المتحدة العليا، بوتر ستيوارت. في ذروتها، تزعمت لجنة أمريكا أولا، 800 ألف عضوًا دافعين لرسوم الانخراط في 450 فصلًا، ويقع موقعها على بعد 300 ميل من شيكاغو.
تزعمت 135000 عضوًا في 60 فصلًا في ولاية إيلينوي، وهي أقوى ولاية لها. تنتج حملتها لجمع التبرعات حوالي 370.000 دولار من حوالي 25000 مساهم. جاء نصف التبرعات تقريبًا من أصحاب الملايين، مثل ويليام هـنري ريجنري وإتش سميث ريتشاردسون من شركة فيك للكيماويات والجنرال روبرت إي وود من شركة سيرز روبوك والناشر جوزيف ميديل باترسون ( من صحيفة نيويورك ديلي نيوز) وروبرت روثرفورد ماكورميك (من صحيفة شيكاغو تريبيون).
لم تتمكن لجنة أمريكا أولا من الحصول على تمويل لإقامة استطلاع للرأي العام الخاص بها. تحصل الفصل الواقع في نيويورك على أكثر من 190.000 دولار، ويعود معظم هذا المبلغ إلى ال47000 مساهم من المجموعة. يشير المؤرخون إلى أنه لم يكن لقادة المنظمة أي فكرة عن عدد «الأعضاء» المنظمين إلى المجموعة، نظرًا لأنه لم يكن لها أي شكل من أشكال العضوية الوطنية أو الرسوم الوطنية، وكانت الفصول المحلية مستقلة تمامًا.
جرى التنظيم الجاد للجنة الأمريكية الأولى في شيكاغو، بعد فترة طويلة من تأسيسها في سبتمبر 1940. قُرر أن تبقى شيكاغو المقر الرئيسي للجنة. اختارت لجنة أمريكا أولا، الجنرال روبرت إي وود البالغ من العمر 61 عامًا، وهو رئيس شركة سيرز وروبوك، لترؤس لجنتهم. ترأس وود المجموعة حتى حُلت في الأيام التي تلت الهجوم على بيرل هاربور.
كان للجنة الأمريكية الأولى نصيبها من رجال الأعمال البارزين، كما تعاطف مع مشروعها، العديد من الشخصيات السياسية، بما في ذلك السناتور الديمقراطي لولاية مونتانا، بيرتون ك. ويلر وزميله ديفيد آي. والش، سيناتور ولاية ماساتشوستس، والسناتور الجمهوري لنورث داكوتا، جيرالد بي ناي، مع أبرز المتحدثين باسمها، الطيار تشارلز ليندبيرغ. من بين المشاهير الآخرين الذين دعموا لجنة أمريكا أولا، نذكر الممثلة ليليان غيش والمهندس المعماري فرانك لويد رايت. دعم رجلان (والذي سيصبحان فيما بعد من رؤساء الولايات المتحدة)، جون إف كينيدي وجيرالد فورد، المنظمة وساهموا في ازدهارها. عندما تبرع بمبلغ 100 دولار للجنة الأمريكية الأولى، أرفق كينيدي مذكرة تقول ببساطة: «ما تفعله هذه اللجنة جوهري وحياتي». كان فورد أحد الأعضاء الأوائل في لجنة أمريكا أولا عندما شُكل أول فصل في جامعة ييل. بالإضافة إلى ذلك، عمل بوتر ستيوارت، وهو قاضٍ في المحكمة العليا (في المستقبل)، في اللجنة الأصلية للجنة الأمريكية الأولى.

## المشاكل
عندما بدأت الحرب في سبتمبر 1939، طالب معظم الأميركيون، بمن فيهم السياسيون، بالحيادية فيما يتعلق بأوروبا. على الرغم من تأييد معظم الأميركيين قرار اتخاذ إجراءات قوية ضد اليابان، إلا أن أوروبا هي من كانت محور اهتمام لجنة أمريكا أولا. تعرض المزاج العام للتغيير، خاصة بعد سقوط فرنسا في ربيع عام 1940.
أطلقت لجنة أمريكا أولا عريضة تهدف إلى تطبيق قانون الحياد لعام 1939 وإجبار الرئيس فرانكلين دي روزفلت على الوفاء بتعهده بإبعاد أمريكا عن الحرب. لم تثق اللجنة في روزفلت وقالوا إنه يكذب على الشعب الأمريكي. في اليوم التالي لتقديم مشروع قانون روزفلت للإعارة والاستئجار إلى الكونغرس الأمريكي، وعد وود بمعارضة لجنة أمريكا أولا قائلًا «إنها تبذل جهدها بكل قوة». عارضت لجنة أمريكا أولا بشدة القافلة الأمنية للسفن والميثاق الأطلسي وممارسة الضغط الاقتصادي على اليابان. من أجل هزيمة تطبيق قانون الإعارة والاستئجار وإدامة الحياد الأمريكي، دعت اللجنة الأمريكية الأولى إلى أربعة مبادئ أساسية:
- يجب على الولايات المتحدة بناء وتعزيز طريقة لا تُهزم للدفاع عن أمريكا.
- لا يمكن لأي قوة أجنبية، ولا مجموعة من القوى، شن هجوم ناجح، إذا كانت أمريكا مُستعدة جيدًا.
- لا يمكن الحفاظ على الديمقراطية الأمريكية إلا بالابتعاد عن الحرب الأوروبية.
- تُضعف «المعونة الحربية الأمريكية» الدفاع الوطني في الداخل وتهدد بإشراك أمريكا في الحرب في الخارج.

أُعجبت ألمانيا بتشارلز ليندبيرغ وسمحت له بمشاهدة تدريبات القوات الجوية الألمانية، لوفتوافا، في عام 1937. لقد تأثر بقوة ما شاهده وأبلغ سرًا ما تحصل عليه من معلومات لهيئة الأركان العامة لجيش الولايات المتحدة، محذرًا إياهم من تخلف الولايات المتحدة وأن عليها بناء وتطوير قواعد الطيران لديها على وجه السرعة. عادى وتخالف مع إدارة روزفلت لسنوات. بُث خطابه الإذاعي الأول على جميع الشبكات الإذاعية الرئيسية الثلاث في 15 سبتمبر 1939. وحث المستمعين على النظر إلى ما وراء الخطب والدعايات التي تُطعم للمجتمع، والنظر بدلًا من ذلك إلى من يكتب الخطب والتقارير، ومن يمتلك الأوراق ومن يؤثر على المتحدثين.
تحدث ليندبيرغ في 20 يونيو 1941، إلى 30000 شخص في لوس أنجلوس ووصفه بأنه «اجتماع جماهي للسلام والاستعداد»، كما انتقد ليندبيرغ تلك الحركات التي يرى أنها تقود أمريكا إلى الحرب. أعلن أن الولايات المتحدة كانت في وضع يجعلها غير محصنة. وادعى أن ما قصده المُتعلقون بِسياسة التّدخل والبريطانيون الذين دعوا إلى «الدفاع عن إنجلترا»، هو «هزيمة ألمانيا».
صعد الخطاب الذي ألقاه ليندبيرغ في تجمع في دي موين أيوا في 11 سبتمبر 1941، التوترات أكثر، إذ أنه حدد في ذلك الخطاب، القوات التي تدفع أمريكا إلى المشاركة في الحرب مثل البريطانيون وإدارة روزفلت واليهود الأمريكيون. بينما أعرب عن تعاطفه مع محنة اليهود في ألمانيا، فقد قال إن دخول أمريكا إلى الحرب لن يخدمهم بشكل أفضل. ثم قال في أحد الأجزاء ما يلي:
«ليس من الصعب فهم سبب رغبة الشعب اليهودي في الإطاحة بألمانيا النازية. إن الاضطهاد الذي عانوا منه في ألمانيا، هو سبب كافٍ لصنع أعداء عنيفين من أي عرق. لا يمكن لأي شخص يمتلك شعورًا بكرامة البشرية، أن يتغاضى عن الاضطهاد الذي عانى منه العرق اليهودي في ألمانيا. لكن لا يمكن لأي شخص يتمتع بالأمانة والرؤية أن ينظر إلى سياسته المؤيدة للحرب هنا اليوم دون رؤية المخاطر التي تنطوي عليها هذه السياسة، سواء بالنسبة لنا أو بالنسبة لهم. بدلًا من التحريض على الحرب، يجب على الجماعات اليهودية في هذا البلد أن تعارض هذه الفكرة بكل طريقة ممكنة، لأنهم سيكونون من بين أول من يشعرون بعواقبها. تعتمد فضيلة التسامح على السلام والقوة. يظهر التاريخ أنه لا يمكن لأحد النجاة من الحرب والدمار. يدرك هذا الأمر، عدد قليل من اليهود ويعارضون التدخل الأمريكي في الحرب. لكن الأغلبية لا تزال تؤمن بأهمية ذلك. يكم الخطر الأكبر الذي يواجهه هذا البلد في ملكيتهم الكبيرة وتأثيرهم في الصور المتحركة لدينا والصحافة والإذاعة بالإضافة إلى حكومتنا».
ناهض الشيوعيون الحرب حتى يونيو 1941، وحاولوا التسلل أو الاستيلاء على لجنة أمريكا أولا. بعد أن هاجم هتلر الاتحاد السوفيتي في يونيو 1941، عكسوا المواقف ونددوا أن لجنة أمريكا أولا ما هي إلا جبهة نازية (مجموعة اخترقها عملاء ألمان). حاول النازيون أيضًا استخدام اللجنة: في محاكمة الطيارة والخطيبة لورا إنغليس. كشف القضاء أن معالجها، أولريش فريهر فون جينانث، وهو دبلوماسي ألماني، هو من شجعها على المشاركة في أنشطة اللجنة.